# Şahin Giray

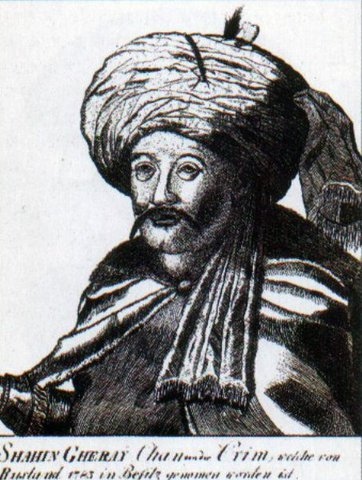
Şahin Giray

Şahin Giray (شاهين كراى; krimtatarisch Şahin Geray, * 1745 in Edirne; † 1787 auf Rhodos) war der letzte Khan der Krim (1777–1782, 1782–1783).

## Leben
Şahin Giray studierte in Griechenland und Venedig und sprach angeblich Krimtatarisch, osmanisches Türkisch, Italienisch und Griechisch. Als er 20 Jahre alt war, rief ihn sein Onkel Qırım Giray auf die Krim, woraufhin er als Kommandeur der Nogaier-Horde eingesetzt wurde. 1770 gewann das Russische Reich den Krieg gegen das Osmanische Reich und suchte ein Bündnis mit dem Krim-Khanat gegen die Türken. Selim I. Giray lehnte den Vorschlag ab und löste einen Überraschungsangriff Russlands gegen das Khanat aus. Der Khan schickte Gesandte nach Sankt Petersburg, um um Frieden zu bitten. Während dieser Mission traf Katharina II. Şahin Giray und schrieb über ihn:
„Der Krimprinz ist der sanfteste Tatar, den ich je gesehen habe. Er ist sehr talentiert, bronzefarben, gutaussehend, beschnitten und schreibt Gedichte. Er will alles sehen und lernen.“
1776 folgte Şahin Giray seinem Onkel auf den Thron und wurde Khan der Krim. Während seiner kurzen Regierungszeit startete er ein Programm zum Wiederaufbau und zur Modernisierung des Krim-Khanats. Diese Reformen konzentrierten sich auf die Wirtschaft und die staatliche Infrastruktur, beinhalteten jedoch die Eröffnung von Fabriken und die Verlegung der Hauptstadt von Bachtschyssaraj in die wichtige Handelsstadt Kaffa.
Schließlich stimmte er unter dem enormen Druck Russlands und angesichts der unvermeidlichen Niederlage einem russischen Angebot zu, das Khanat in das Russische Reich einzugliedern. Infolgedessen musste er in Sankt Petersburg in Hausarrest leben. Er appellierte, nach Edirne gehen zu dürfen, wo er einen Großteil seiner Kindheit verbracht hatte. 1787 einigten sich Russland und das Osmanische Reich und gaben der Bitte nach. Dieser Schritt war nicht der erwartete Ruhestand, da die osmanischen Behörden in ihm einen möglichen Herausforderer auf den osmanischen Thron sahen. Er wurde unter Arrest nach Konstantinopel und dann nach Rhodos verlegt, wo er im gleichen Jahr von Abdülhamid I. hingerichtet wurde.

## Rezeption
Şahin Giray wurde in der türkischen Fernsehserie Muhteşem Yüzyıl: Kösem von Erkan Kolçak Köstendil dargestellt.